# Reddit
Reddit – serwis internetowy przedstawiający linki do różnorodnych informacji, które ukazały się w Internecie. Serwis jest głównie anglojęzyczny, chociaż jego interfejs został przetłumaczony na wiele języków (w tym polski).
Reddit ma około 174 miliony zarejestrowanych użytkowników i zajmował, na dzień 2 marca 2020, 18. pozycję w rankingu Alexa Internet.
W lutym 2006 do serwisu Reddit włączono inny serwis internetowy o nazwie infogami, który pozwala na tworzenie stron internetowych działających na zasadzie wiki.

## Zasady działania
Zasadą działania tego serwisu jest możliwość zgłoszenia przez każdego jego użytkownika linku, który później poddawany jest głosowaniu przez innych użytkowników. Głosowanie polega na dodawaniu lub odejmowaniu jednego punktu do wyniku danego linku, co w połączeniu z „wiekiem” danego linku służy do ustalenia pozycji danej informacji na stronie głównej. Każdy link jest zgłaszany do oddzielnej kategorii, zwanej subredditem lub po prostu redditem. Na podstawie indywidualnych głosowań oraz zasubskrybowanych subredditów każdemu z użytkowników przedstawiana jest lista polecanych linków.
Każdy wpis może być dodatkowo komentowany, a dodatkowo każdy komentarz również może otrzymać głos od każdej osoby, co ułatwia nawigację w często dużych dyskusjach. Komentarze mające większą liczbę punktów są prezentowane wyżej, a komentarze o wysoko ujemnej punktacji są automatycznie ukrywane. Subreddity często w rozmowach zapisywane są przez użytkowników w postaci r/subreddit lub /r/subreddit (wielkość liter nie ma znaczenia, choć często zwyczajowo zapisuje się wszystko małymi literami), np. r/programming, r/pics, r/politics, r/science, r/funny, z uwagi na adres URL tych kategorii. Oprócz linków, do serwisu można dodawać również krótki tekst dodany przez autora. Do najbardziej znanych subredittów specjalizujących się w tego rodzaju wpisach jest r/AmA (Ask me Anything – z ang. „Zapytaj mnie o cokolwiek”), r/TodayILearned (TIL – Today I learned ... – z ang. „Dzisiaj się dowiedziałem, że...”), r/news, r/self, r/AskReddit oraz metareddit.
Każdy zarejestrowany użytkownik może stworzyć własnego subreddita i każdy może wyświetlać inne lub je zasubskrybować. Każdy subreddit może mieć własny styl wyświetlania, założyciela, grupę moderatorów oraz własne zasady odnośnie do tematyki oraz sposobu dodawania nowych linków.
Korzystanie z serwisu jest we wszystkich aspektach bezpłatne, ale istnieje możliwość wykupienia konta (reddit premium), co powoduje zwiększenie pewnych limitów (liczba subskrybowanych i wyświetlanych subredditów, liczba linków na jednej stronie) oraz wyłącza wyświetlanie reklam.